# Jonathan Paredes (műugró)
Jonathan Paredes Bernal (Mexikóváros, 1989. augusztus 14. –) mexikói műugró, világbajnoki ezüstérmes szupertoronyugró.

## Élete
2013-ban Barcelonában a – vizes világbajnokságok történetében első alkalommal rendezett 27 méteres – férfi szupertoronyugrás (sziklaugró) versenyszámában bronzérmet szerzett, majd két évvel később, a kazanyi úszó-világbajnokságon már ezüstérmesként léphetett fel a dobogóra. Négy évvel később Kvangdzsuba bronzérmesként ismét dobogóra állhatott.